# Kostel Pater noster
Kostel Pater noster (kostel Otčenáše) je římskokatolický kostel v Jeruzalémě. Nachází se na Olivové hoře na místě, kde prý Ježíš Kristus naučil své učedníky modlitbu Otčenáš. Kostel je spravován Francií.

## Dějiny
Na současném místě kostela Pater noster stál konstantinovský Eleonin kostel (kostel Nanebevzetí) postavený nad jeskyní kolem roku 330. Tento kostel však v roce 614 zničili Peršané. Nemovitost, která je od křižácké epochy považována za místo zrodu modlitby Páně, získala v roce 1868 francouzská princezna Aurelie de La Tour d'Auvergne. Současný kostel, o který se starají francouzské karmelitánky, byl postaven v letech 1874/75. Je vyzdoben deskami s překlady modlitby Páně v řadě jazykových mutací; původně jich bylo 39, nyní 140.
Až v roce 1911 byla znovu objevena jeskyně pod kostelem, o jejíž existenci byla princezna vždy přesvědčena, ale kterou nedokázala najít.
Na stěnách předsíně a ambitu jsou majolikové desky s textem modlitby Otčenáš v různých jazycích. Sbírka byla v průběhu desetiletí neustále rozšiřována a aktualizována. Je tu i modlitba Páně v Braillově písmu v důležitých jazycích.

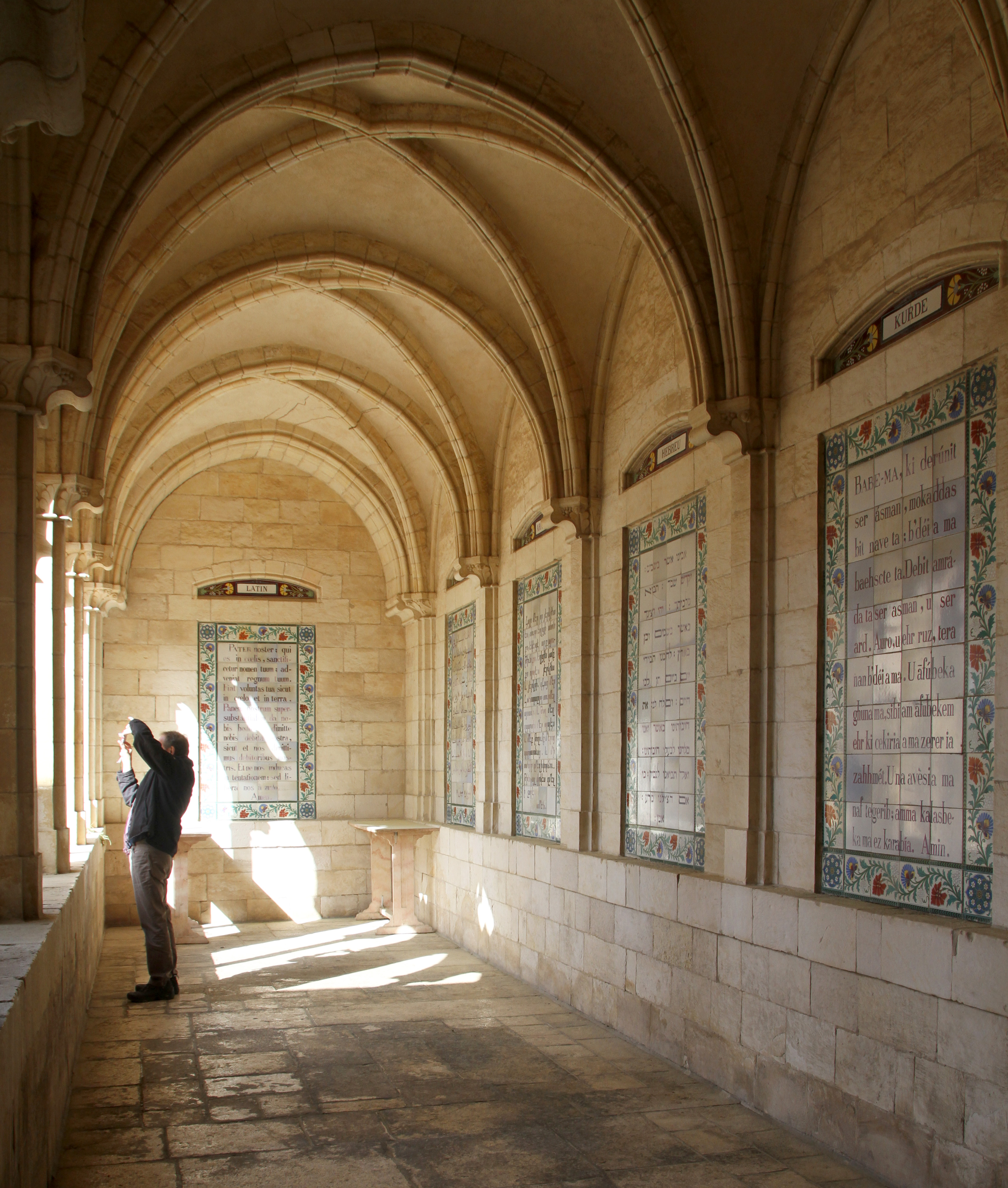
Chodba
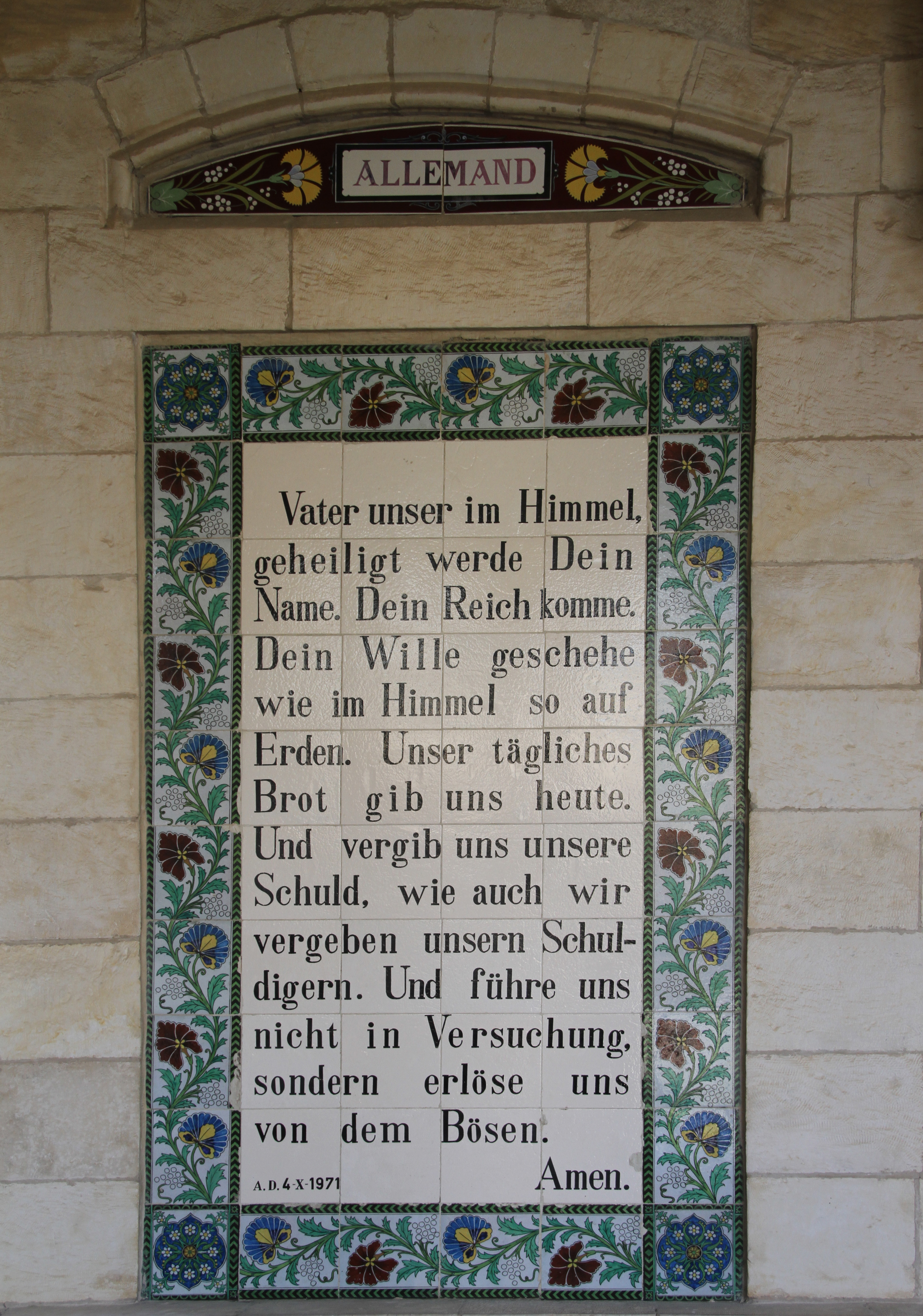
Německy
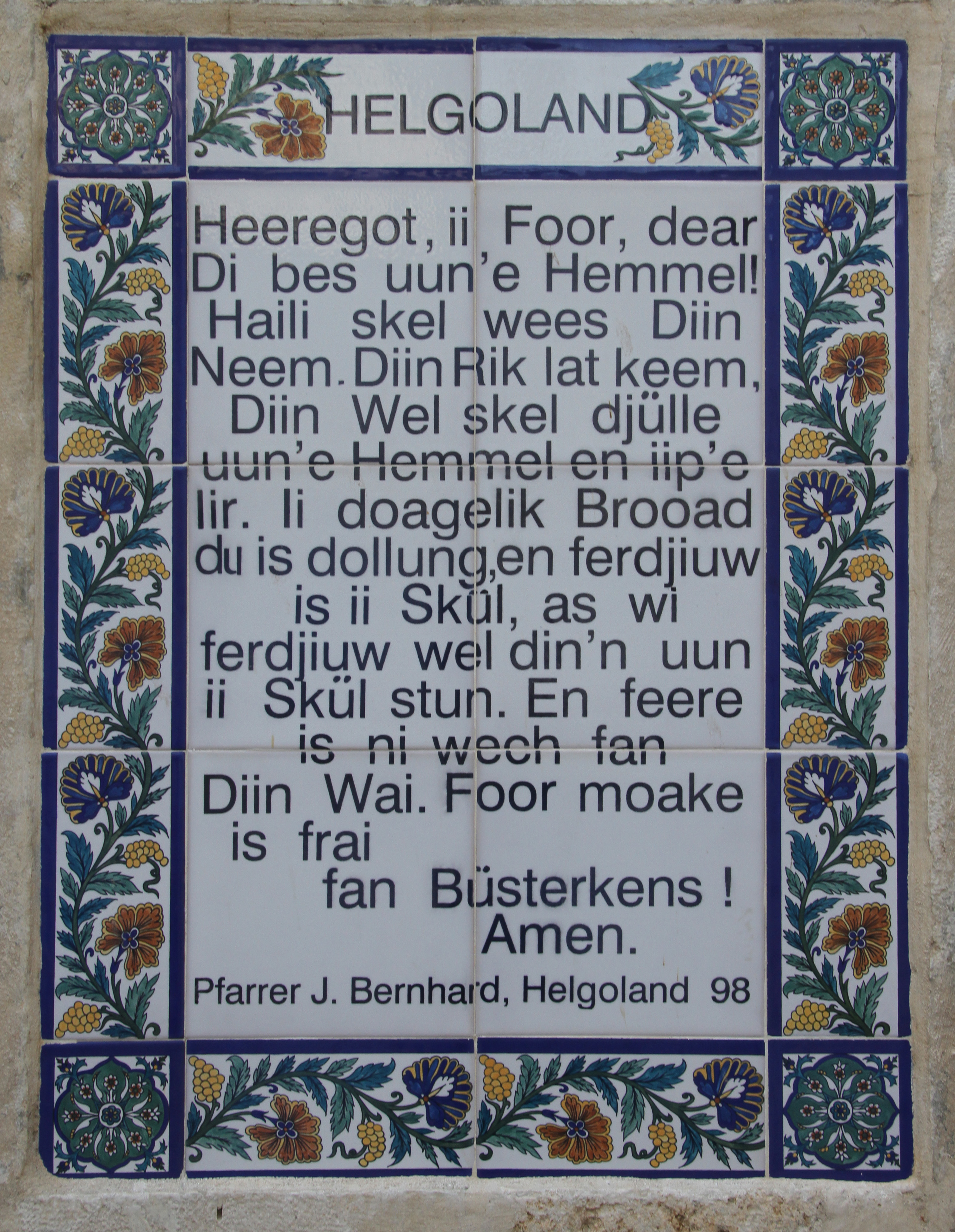
Helgolandsky
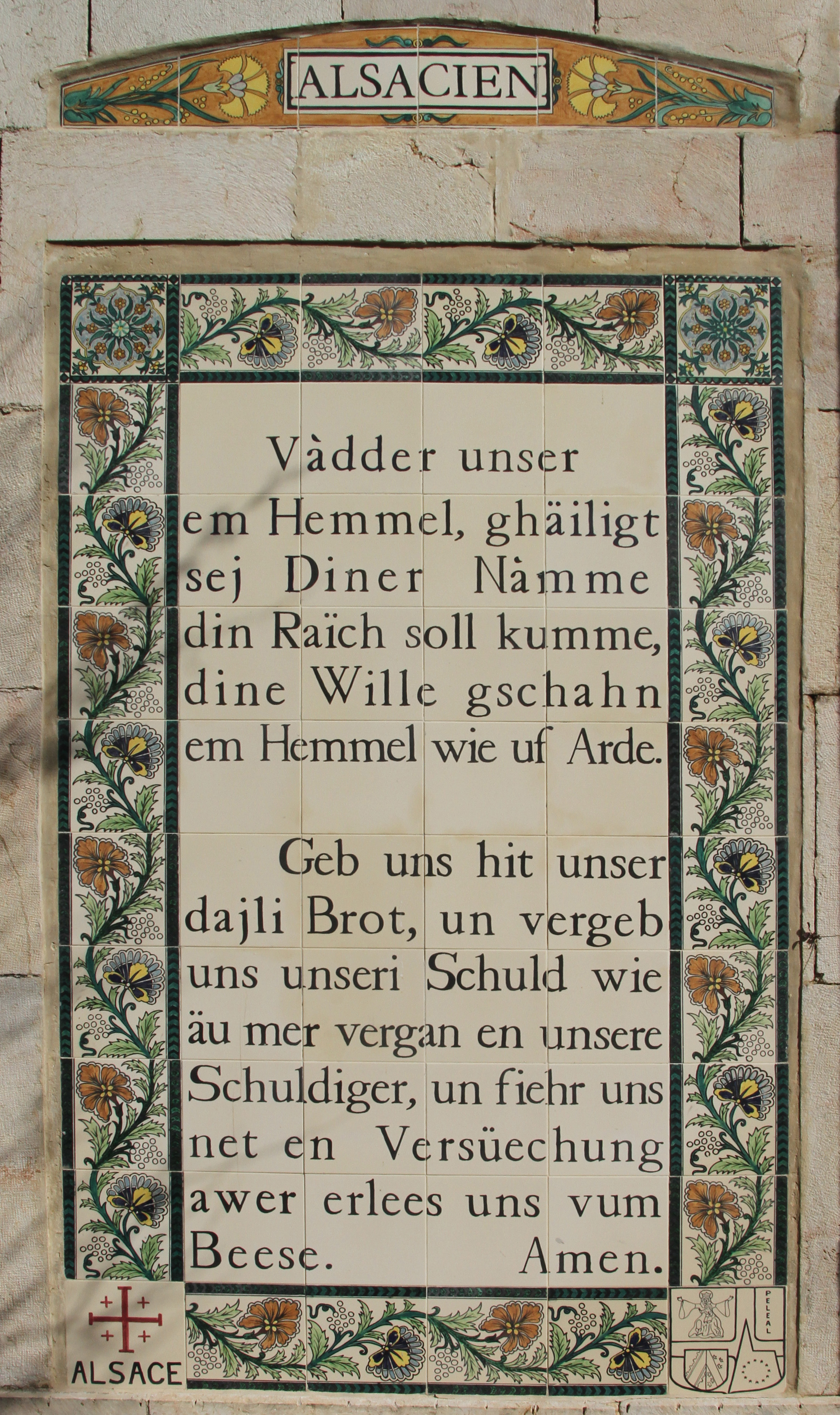
Alsassky
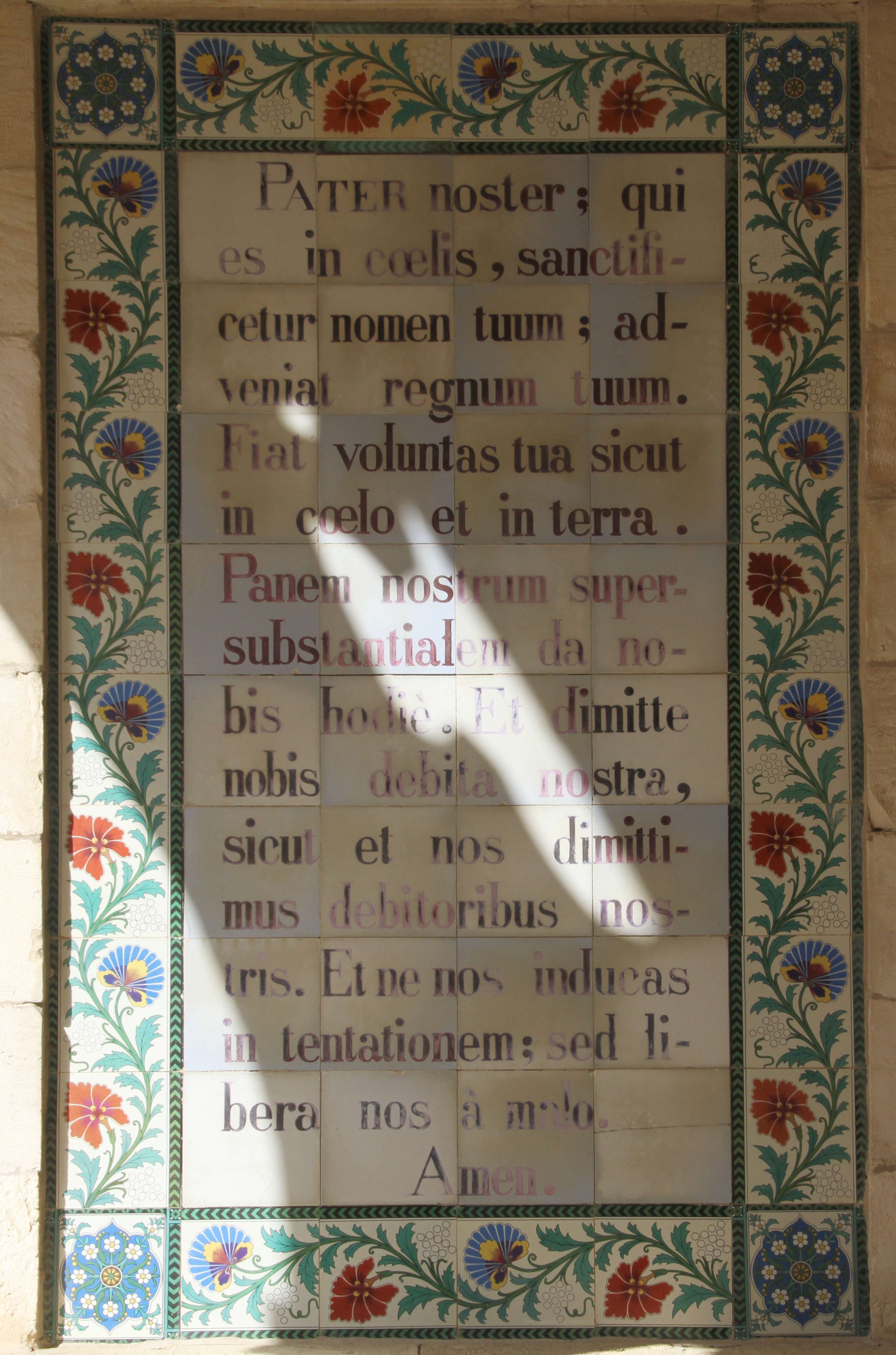
Latinsky
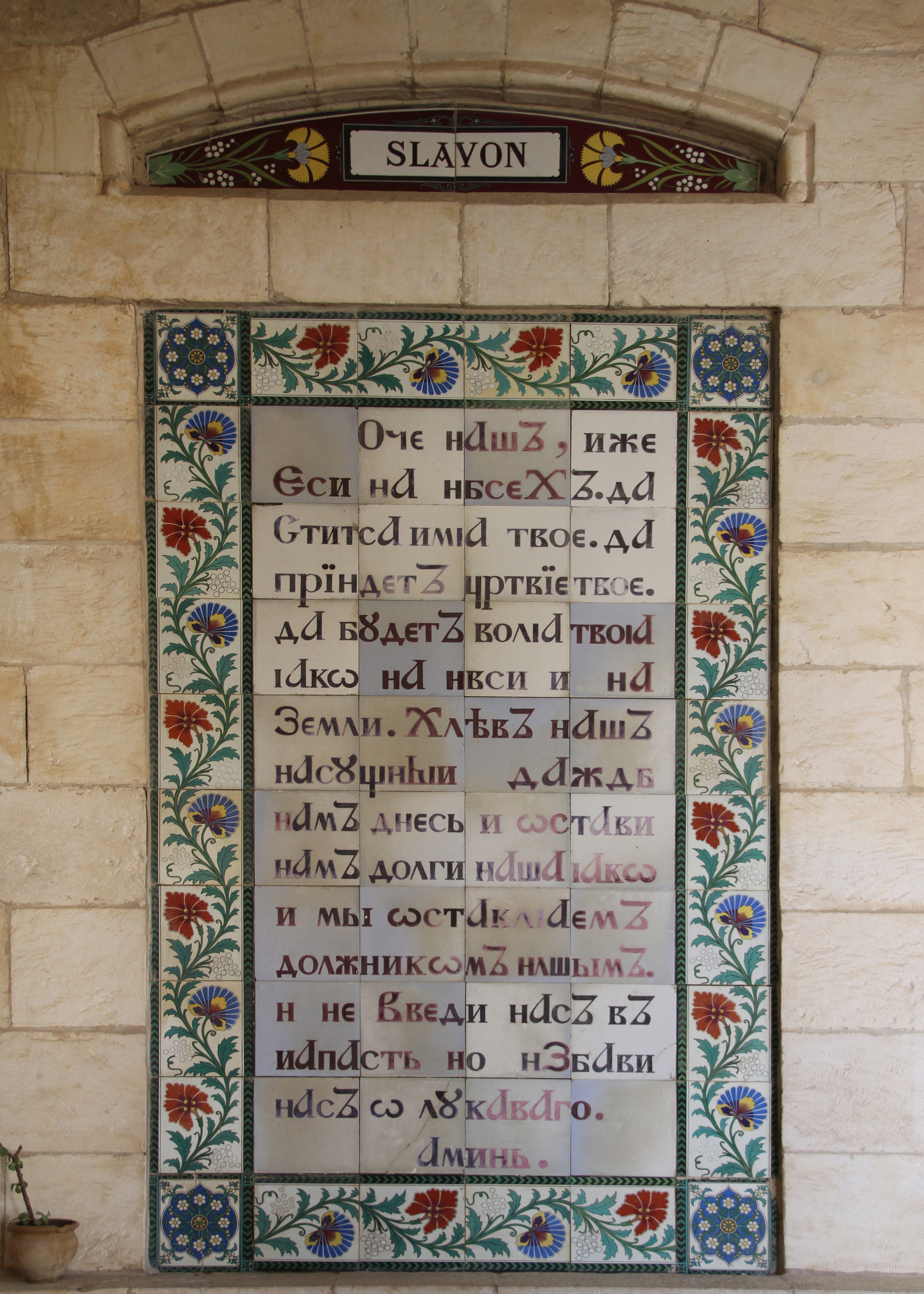
Církevně slovansky
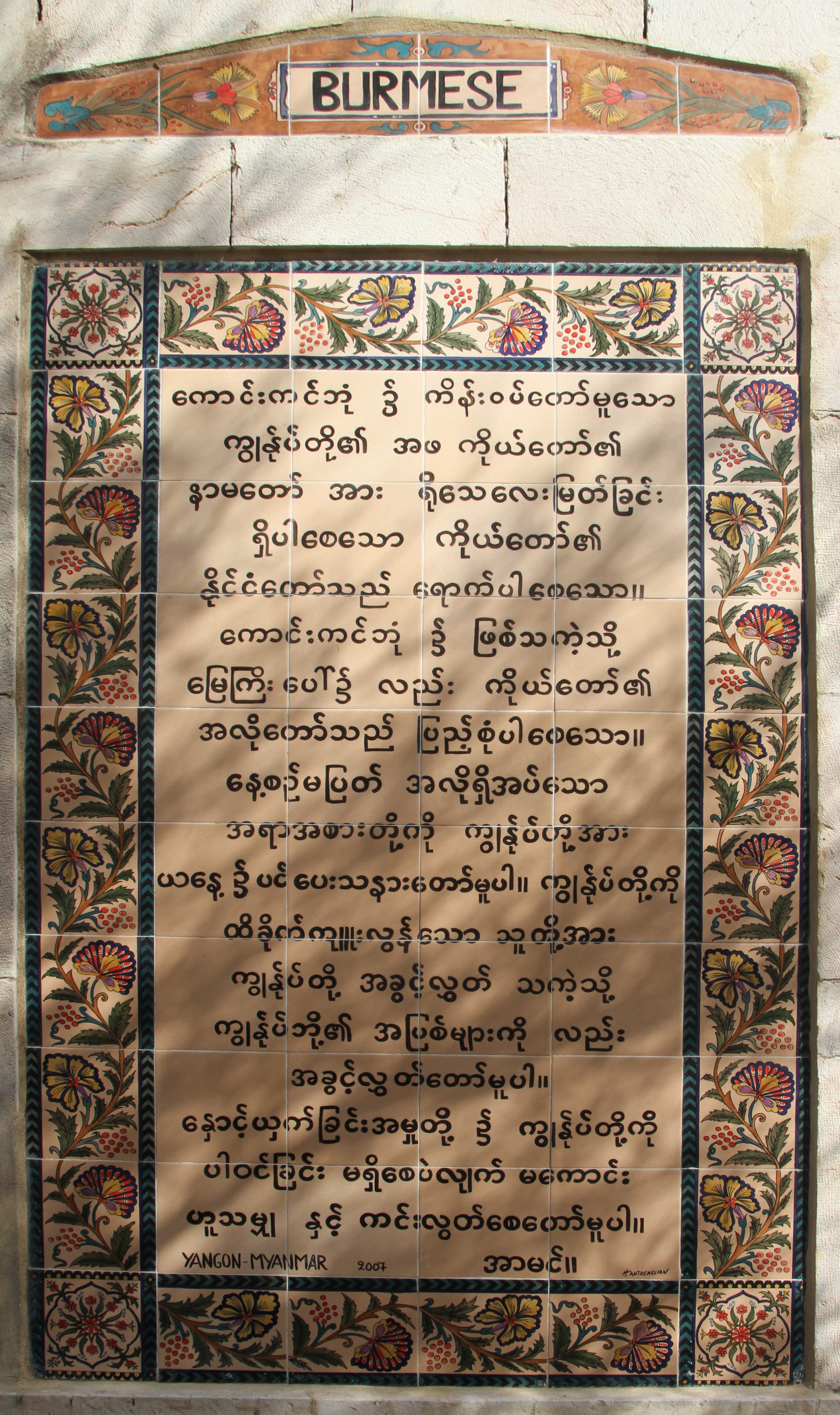
Barmsky
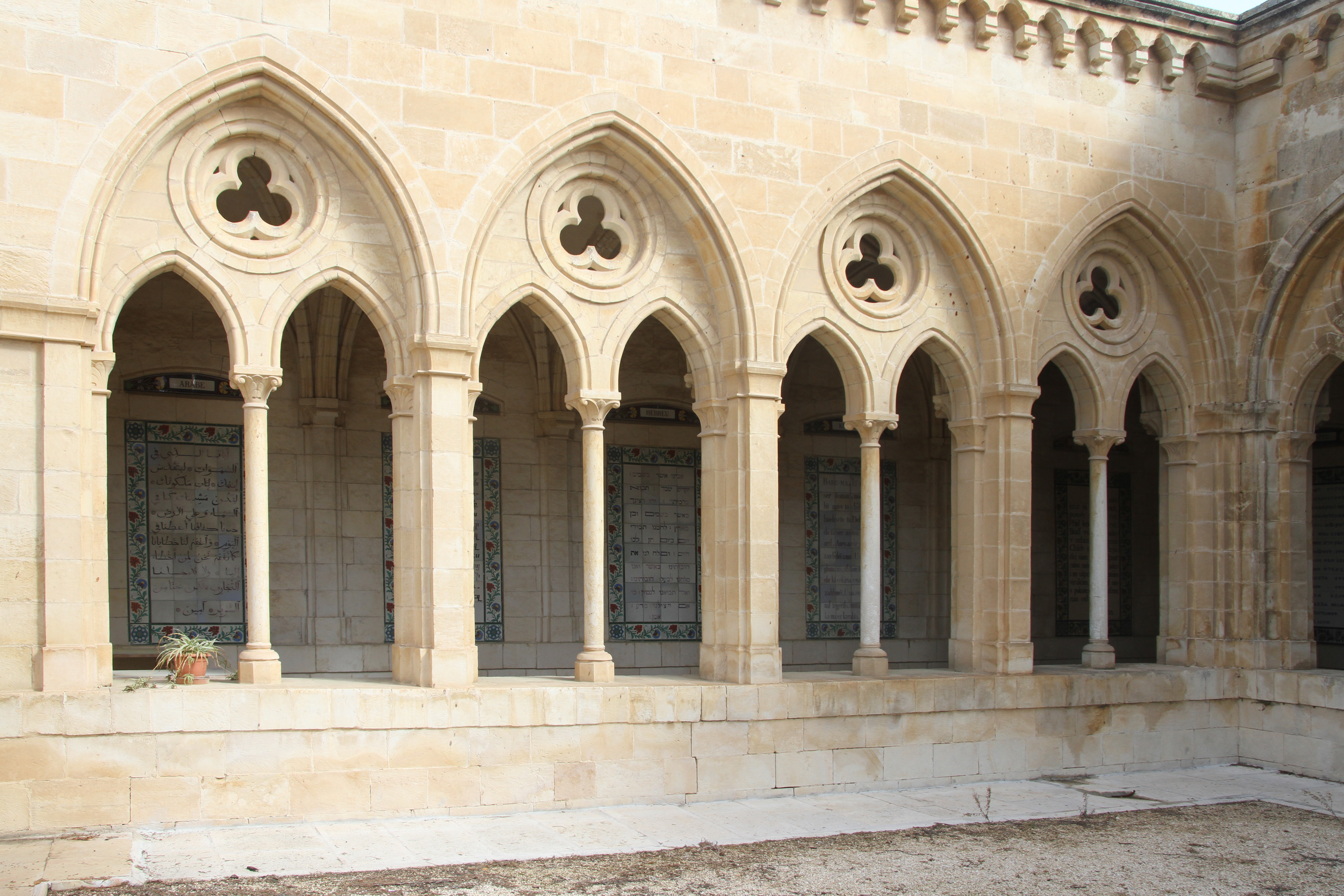
Křížová chodba